# Madecorphnus falcatus
Madecorphnus falcatus är en skalbaggsart som beskrevs av Renaud Maurice Adrien Paulian 1992. Madecorphnus falcatus ingår i släktet Madecorphnus och familjen Orphnidae. Inga underarter finns listade i Catalogue of Life.